# Ludwig III. (Württemberg)
Ludwig III. (* 1166; † vermutlich 1226) war Graf von Württemberg. Er war möglicherweise mit einer namentlich nicht bekannten Tochter des Grafen Adalbert III. von Dillingen oder des Grafen Ulrich III. von Kyburg-Dillingen verheiratet.
Die von Graf Ludwig II. abstammenden Brüder Hartmann I. und Ludwig III. führten beide gleichzeitig den Titel „Graf von Wirtenberg“, so dass davon auszugehen ist, dass sie die Grafschaft gemeinsam verwalteten. Urkundlich erwähnt wurden beide mehrfach im Gefolge König Ottos IV. auf rheinischen, schwäbischen und fränkischen Pfalzen. Es ist davon auszugehen, dass die Amtsausübung der Brüder sich so gestaltete, dass einer von beiden sich im Stammland aufhielt, während der andere den jeweiligen Herrscher auf Reisen im Reich und nach Italien begleitete. So nahm Ludwig 1194 an der Eroberung Siziliens durch Kaiser Heinrich VI. teil. Und Hartmann begleitete Otto IV. nach Rom zu seiner Kaiserkrönung am 4. Oktober 1209.
Nachdem Friedrich II. von Staufen 1212 vor Otto IV. nach Konstanz gekommen war, wechselten Ludwig und sein Bruder die Seite und unterstützten den künftigen Kaiser. Beide standen Friedrich und später seinem Sohn und Mitkönig Heinrich (VII.) bei wichtigen Reichsverhandlungen zur Seite.
Am 11. Juni 1226 wurde Ludwig III. letztmals urkundlich als Zeuge König Heinrichs VII. erwähnt. Am 13. November 1226 trat an seiner statt erstmals ein „Chunr. gr. v. Wirtenberg“ im Gefolge Heinrichs VII. auf. Zu diesem Zeitpunkt könnte Ludwig also gestorben sein oder sich zugunsten eines Sohnes oder Neffen Konrad zurückgezogen haben. Über sein Ableben und mögliche Nachkommen ist allerdings nichts bekannt. In den folgenden Jahren wurden nur noch sein älterer Bruder Hartmann I. und dessen Sohn Konrad („comes C. filius suus“) als Grafen von Württemberg erwähnt.